# Sistema de falha segura
O Sistema de falha segura, do original em inglês: Fail-safe system, ocorre quando o sistema, na ocorrência de erros, transita para um estado que o projetista considera "seguro".